# TBL-37
 (mai 2023).
Le TBL-37 est un lanceur grenade 37 mm fabriqué par la société américaine Bates & Dittus LLC du Connecticut. Le lanceur peut être configuré comme un pistolet (avec un canon 6 pouces (15,24 cm)) dont l'utilisation principale est la signalisation d'urgence via l'envoi de fusée éclairante, ou avec 12 pouces (30,48 cm) ou 16 pouces (40,64 cm). Les versions plus longues sont généralement utilisées par les forces de l'ordre et les amateurs civils. Un rail Picatinny, qui s'étend sur toute la longueur du canon, accueille une variété d'accessoires de visée et d'éclairage.
L'utilisation récente de ces armes a été comme dispositifs pour « éloigner » de manière non létale les pirates près de la côte africaine. L'utilisation civile comprend les célébrations du 4 juillet, la sécurité des pistes d'aéroport (le bruit effraie les oiseaux) et la protestation contre la chasse à la baleine. 
Un avantage majeur, par rapport aux lanceurs de 40 mm, de ce système est qu'il ne nécessite aucune licence (et donc beaucoup moins de démarches administratives) pour n'importe quel niveau du gouvernement américain. Cela en fait un achat relativement facile pour la police et les autres premiers intervenants.
Les cartouches typiques utilisées par les civils avec ce lanceur comprennent :
- fusées éclairantes
- fumigènes
- obus à effet de bruit (avec explosif détonant limité)

Pour éviter la classification comme "engins destructeurs" selon la réglementation de l'ATF, les cartouches de 37mm ne doivent pas être anti-personnel. Pour les posséder, il faut obtenir une autorisation spéciales et faire l'objet d'une enquête par l'ATF. En outre, les lois locales et étatiques peuvent empêcher une telle propriété. Le libellé spécifique de la règle ATF est :
ATF Ruling 95-3 : "Les pistolets à gaz/fusées 37/38 mm possédant des cartouches contenant des granulés de bois, des granulés ou des balles en caoutchouc, ou des sacs de haricots sont classés comme des dispositifs destructeurs aux fins de la loi sur le contrôle des armes à feu, 18 USC chapitre 44, et le Loi nationale sur les armes à feu, 26 USC Chapitre 53."
Les types de cartouches qui sont restreints comprennent les douilles chargées de plombs ou de matraques en caoutchouc. Ceux-ci sont disponibles auprès de divers distributeurs de produits de munitions qui, en règle générale, ne vendront pas aux civils.